# Шуя (Валдайский район)
Шу́я — деревня в Валдайском районе Новгородской области России. Входит в состав Рощинского сельского поселения.

## География
Деревня находится в юго-восточной части Новгородской области, в зоне хвойно-широколиственных лесов, при автодороге 49К-014, на расстоянии примерно 7 км (по прямой) к северо-востоку от города Валдай, административного центра района. Абсолютная высота — 209 м над уровнем моря.
Часовой пояс
Деревня Шуя, как и вся Новгородская область, находится в часовой зоне МСК (московское время). Смещение применяемого времени относительно UTC составляет +3:00.

## Население
| 2010 |
| ---- |
| 160  |

Половой состав
По данным Всероссийской переписи населения 2010 года, в гендерной структуре населения мужчины составляли 41,9 %, женщины — соответственно 58,1 %.
Национальный состав
Согласно результатам переписи 2002 года, в национальной структуре населения русские составляли 95 % из 200 чел.